# Mistrzostwa MAC w zapasach
Zawody zapaśnicze w konferencji Mid-American, czyli MAC. Wchodzą w skład NCAA Division I, najwyższej klasy rozgrywkowej w ramach systemu międzyuczelnianych zawodów sportowych NCAA. Zawody odbywają się od 1952 roku.

## Edycje zawodów
| Rok  | Miasto         | Zwycięzca                      | Outstanding Wrestler                               |
| ---- | -------------- | ------------------------------ | -------------------------------------------------- |
| 1952 | ----           | University of Toledo           | ----                                               |
| 1953 | ----           | University of Toledo           | ----                                               |
| 1954 | ----           | University of Toledo           | -----                                              |
| 1955 | ----           | Ohio University                | ----                                               |
| 1956 | ----           | Ohio University                | ----                                               |
| 1957 | ----           | Ohio University                | ----                                               |
| 1958 | ----           | Kent State University          | ----                                               |
| 1959 | ----           | Bowling Green State University | ----                                               |
| 1960 | ----           | Bowling Green State University | ----                                               |
| 1961 | ----           | Miami University               | ----                                               |
| 1962 | ----           | University of Toledo           | ----                                               |
| 1963 | ----           | University of Toledo           | ----                                               |
| 1964 | ----           | Miami University               | ----                                               |
| 1965 | ----           | Miami University               | ----                                               |
| 1966 | ----           | Bowling Green State University | ----                                               |
| 1967 | ----           | Miami University               | ----                                               |
| 1968 | ----           | Miami University               | ----                                               |
| 1969 | ----           | University of Toledo           | ----                                               |
| 1970 | ----           | Ohio University                | ----                                               |
| 1971 | ----           | Ohio University                | ----                                               |
| 1972 | ----           | Ohio University                | ----                                               |
| 1973 | ----           | Ohio University                | Doug Wyn (Broncos)                                 |
| 1974 | ----           | Ohio University                | Doug Wyn (Broncos)                                 |
| 1975 | ----           | Ohio University                | Myron Shapiro (Rockets)                            |
| 1976 | ----           | Ohio University                | Gus Malavite (Bobcats)                             |
| 1977 | ----           | Kent State University          | Andy Daniels (Bobcats) Mark Tiffany (Huskies)      |
| 1978 | ----           | Kent State University          | Andy Daniels (Bobcats)                             |
| 1979 | ----           | Kent State University          | Russ Pickering (RedHawks)                          |
| 1980 | ----           | Kent State University          | Ray Wagner (Golden Flashes)                        |
| 1981 | ----           | Kent State University          | Lorant Ipacs (Bobcats)                             |
| 1982 | ----           | Kent State University          | Craig Newburg (Cardinals)                          |
| 1983 | ----           | University of Toledo           | Bob Preston (Rockets) Ron Baker (Golden Flashes)   |
| 1984 | ----           | Miami University               | Mike Holcomb (RedHawks)                            |
| 1985 | ----           | Northern Illinois University   | Don Homing (Golden Flashes)                        |
| 1986 | ----           | Central Michigan University    | Mark Coleman (RedHawks) Harry Richards (Chippewas) |
| 1987 | ----           | Central Michigan University    | Rob Johnson (Bobcats) Darrin Mossing (Bobcats)     |
| 1988 | ----           | Kent State University          | Steve Brown (Eagles)                               |
| 1989 | ----           | Kent State University          | Doug Harper (Eagles)                               |
| 1990 | ----           | Kent State University          | Kevin Vogel (Chippewas)                            |
| 1991 | ----           | Miami University               | Hamilton Munnell (RedHawks)                        |
| 1992 | ----           | Miami University               | Kevin Vogel (Chippewas)                            |
| 1993 | ----           | Ohio University                | Joe Calhoun (Bobcats)                              |
| 1994 | ----           | Ohio University                | Eric Kimble (Bobcats)                              |
| 1995 | ----           | Ohio University                | Eric Kimble (Bobcats)                              |
| 1996 | ----           | Eastern Michigan University    | Lee Pritts (Eagles)                                |
| 1997 | ----           | Ohio University                | Dwight Gardner (Bobcats)                           |
| 1998 | ----           | Central Michigan University    | Dwight Gardner (Bobcats)                           |
| 1999 | ----           | Central Michigan University    | Casey Cunningham (Chippewas)                       |
| 2000 | ----           | Central Michigan University    | Casey Cunningham (Chippewas)                       |
| 2001 | ----           | Ohio University                | Brent Thompson (Golden Flashes)                    |
| 2002 | ----           | Central Michigan University    | Scott Owen (Huskies)                               |
| 2003 | ----           | Central Michigan University    | Scott Owen (Huskies)                               |
| 2004 | ----           | Central Michigan University    | Jake Percival (Bobcats)                            |
| 2005 | ----           | Central Michigan University    | Jake Percival (Bobcats)                            |
| 2006 | ----           | Central Michigan University    | Mark DiSalvo (Chippewas)                           |
| 2007 | ----           | Central Michigan University    | Pat Castillo (Huskies)                             |
| 2008 | ----           | Central Michigan University    | Pat Castillo (Huskies)                             |
| 2009 | ----           | Central Michigan University    | Dan Mitcheff (Golden Flashes)                      |
| 2010 | ----           | Central Michigan University    | Dan Mitcheff (Golden Flashes)                      |
| 2011 | ----           | Central Michigan University    | John-Martin Cannon (Bulls)                         |
| 2012 | ----           | Central Michigan University    | Joe Roth (Chippewas)                               |
| 2013 | ----           | University of Missouri         | Dustin Kilgore (Golden Flashes)                    |
| 2014 | ----           | University of Missouri         | J’den Cox (Tigers)                                 |
| 2015 | ----           | University of Missouri         | Drake Houdashelt (Tigers)                          |
| 2016 | Ypsilanti      | University of Missouri         | J’den Cox (Tigers)                                 |
| 2017 | Cedar Falls    | University of Missouri         | J’den Cox (Tigers)                                 |
| 2018 | Mount Pleasant | University of Missouri         | Daniel Lewis (Tigers)                              |
| 2019 | Norfolk        | University of Missouri         | Jaydin Eierman (Tigers)                            |
| 2020 | DeKalb         | University of Missouri         | Dresden Simon (Chippewas)                          |